# Kleiner Münsterländer
Der Kleine Münsterländer ist eine von der FCI (102, Gr. 7, Sek. 1.2) anerkannte deutsche Hunderasse. Zu unterscheiden ist er vom Großen Münsterländer, der züchterisch einer ganz anderen Linie entstammt.

## Herkunft und Geschichtliches
Der Kleine Münsterländer ist der kleinste Vertreter der deutschen Vorstehhundrassen. Der Kynologe und Forstmann Edmund Löns begann zwischen 1902 und 1907 mit der Reinzucht unter dem Namen Heidewachtel. Er verwendete noch vorhandene Individuen der älteren Vogelhunde, die unter dem Namen Heidewachtel, Heckenhündchen, Spion, Magister- oder Pfarrerhündchen bekannt waren. Löns lernte Heitmann kennen, einen Lehrer in Burgsteinfurt, der einen reingezüchteten Stamm Heidewachtel besaß. Diese Hunde spielten eine hervorragende Rolle bei der Reinzucht des Kleinen Münsterländers. Löns beschrieb Heitmanns Hunde als kleine, langhaarige Vorstehhunde mit 40 bis 50 cm Rückenhöhe. Ein weiterer wichtiger Ausgangspunkt der Zucht war der Dorstener Stamm, der seit Mitte des 19. Jahrhunderts von Ludwig v. Hamm in Coesfeld gezüchtet wurde. Aus dieser Zucht kamen einige Hunde zu dem Jagdaufseher Wolberg in Dorsten-Hervest. Löns riet, beide Stämme zu verpaaren, was auch ausgiebig getan wurde. Lange Zeit wurde gestritten, welchen Namen das Zuchtergebnis tragen sollte. Unzufriedene Vereine spalteten sich ab und schlossen sich wieder zusammen. Wachtelhund, Habichthund, Vogelhund gefiel Löns nicht, es blieb vorerst bei Heidewachtel, weil die Heide das Haupteinsatzgebiet war. Um 1930 gab es parallel zum Verein Münsterländer Vorstehhunde den Verein Deutscher Wachtel Klub. 1934 schlossen sich beide wieder zusammen, sie einigten sich auf den Namen Kleiner Münsterländer Vorstehhund. Nach dem Zweiten Weltkrieg versuchte es Löns nochmal mit einer Abspaltung unter dem Namen Heidewachtel Klub, auch diese wurde zurückgenommen. Die Rasse ist zurzeit vor allem in Frankreich, Schweden und Norwegen verbreitet, wo man sie überwiegend zur Jagd im Wald einsetzt. Wegen seines attraktiven Aussehens wird der Kleine Münsterländer auch gerne als Familienhund gehalten.

## Beschreibung

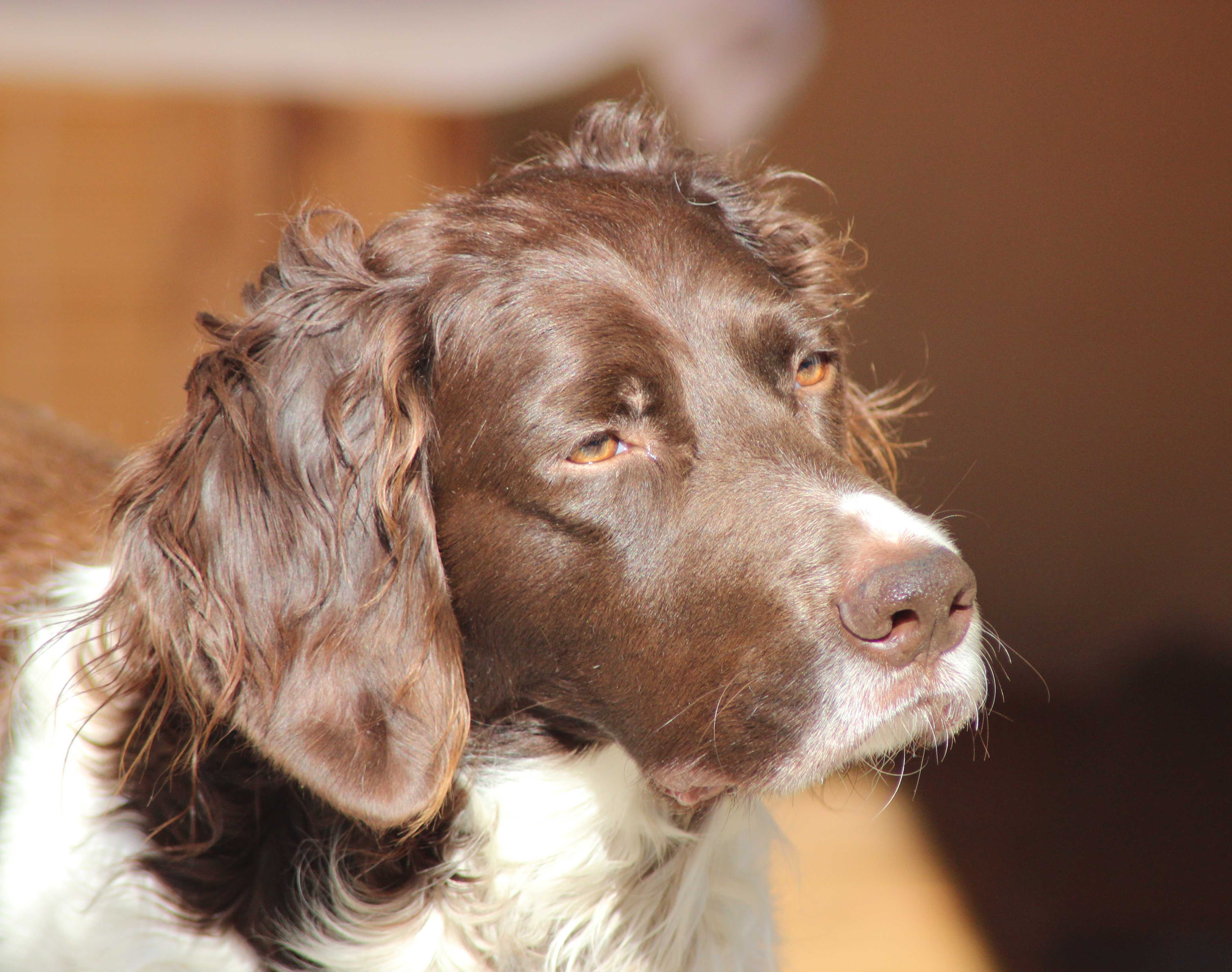
Porträtansicht eines kleinen Münsterländers

Der Kleine Münsterländer ist ein intelligenter und temperamentvoller Hund. Er ist aufmerksam, menschenfreundlich und folgsam und besitzt eine gute soziale Bindung zu seiner Bezugsperson. Außerdem zeigt er ein sehr ausgeprägtes Jagdverhalten, und er liebt viel Bewegung, weshalb seine Haltung im städtischen Lebensraum nur bedingt zu empfehlen ist. Der Kleine Münsterländer kann in den unterschiedlichsten Geländeformen jagen, eignet sich als Vorstehhund ebenso wie zum Apportieren und für die Wasserjagd. Er kann auch in Meuten jagen und meldet häufig mit kräftigem Spurlaut.
Er ist kleiner und leichter als der Große Münsterländer. Er hat dichtes, mittellanges, glattes bis leicht gewelltes, fest anliegendes Haar. Vorderläufe mit „Federn“ (längere Haare), obere Hälfte der Hinterläufe „behost“ (längere Haare), flach getragene Rute mit langer Fahne in braun-weiß und Braunschimmel. Die Grundfarbe des Haares ist Weiß oder Schimmel mit braunen Tupfen oder Platten oder braunem Mantel. Blesse und lohfarbene Abzeichen an Fang und Auge sind gestattet. Sein Kopf ist ohne starken Stop.  Der Nasenrücken ist gerade und leicht konkav, die Lefzen sind gut schließend und fest anliegend.